# Munhall
Munhall est un borough situé dans le comté d'Allegheny, dans le Commonwealth de Pennsylvanie, aux États-Unis. Sa population s’élevait à 11 406 habitants lors du recensement de 2010, estimée à 11 081 habitants en 2018.

## Histoire
Un bureau de poste du nom de Munhall a été établi en 1887. Le borough a été formé le 23 juin 1901 à partir de portions des townships de Homestead et Mifflin et nommé d’après John Munhall, le premier propriétaire du site.

## Source
- (en) Cet article est partiellement ou en totalité issu de l’article de Wikipédia en anglais intitulé « Munhall, Pennsylvania » (voir la liste des auteurs).

1. ↑  « Allegheny County », Jim Forte Postal History (consulté le 31 octobre 2015).
2. ↑  Ackerman, Jan, « Town names carry bit of history », Pittsburgh Post-Gazette,‎ 10 mai 1984, p. 6 (lire en ligne, consulté le 31 octobre 2015).
3. ↑  « Population and Housing Unit Estimates » (consulté le 8 août 2019)
4. ↑  « American FactFinder », Bureau du recensement des États-Unis (consulté le 31 janvier 2008)
5. ↑  « Number of Inhabitants: Pennsylvania », sur 18th Census of the United States, U.S. Census Bureau (consulté le 22 novembre 2013)
6. ↑  « Annual Estimates of the Resident Population » [archive du 20 novembre 2013], U.S. Census Bureau (consulté le 22 novembre 2013)
7. ↑  « Pennsylvania: Population and Housing Unit Counts », U.S. Census Bureau (consulté le 22 novembre 2013)
8. ↑  « Number and Distribution of Inhabitants:Pennsylvania-Tennessee », sur Fifteenth Census, U.S. Census Bureau